# Ancylis albafascia
Ancylis albafascia is een vlinder uit de familie van de bladrollers (Tortricidae). De wetenschappelijke naam van de soort is voor het eerst geldig gepubliceerd in 1929 door Cerl Heinrich.

## Type
- holotype: "male"
- instituut: USNM, Smithsonian Institution, Washington, U.S.A.
- typelocatie: "USA, California, Tulare Co., Mineral King"